# Vierkante orthogonale dubbelkoepel
Een vierkante orthogonale dubbelkoepel is in de meetkunde het johnsonlichaam J28. Deze ruimtelijke figuur kan worden geconstrueerd door een twee vierkante koepels J4 met hun congruente grondvlakken op elkaar te plaatsen. Dat geldt ook voor een gedraaide vierkante dubbelkoepel J29, maar het verschil is dat beide vierkante koepels in de twee figuren 45° verschillend ten opzichte van elkaar zijn gedraaid.
De 92 johnsonlichamen werden in 1966 door Norman Johnson benoemd en beschreven.
- (en)  MathWorld. Square Orthobicupola